# Ferdi Van Den Haute
Ferdinand Van Den Haute, detto Ferdi (Deftinge, 25 giugno 1952), è un ex ciclista su strada e pistard belga.
Professionista dal 1976 al 1987, ottenne la vittoria della Gand-Wevelgem 1978 e del campionato belga 1987; si aggiudicò inoltre una tappa al Tour de France e tre alla Vuelta a España, corsa nella quale, nel 1978, vinse anche la classifica a punti.

## Palmarès

### Strada
- 1975 (dilettanti)

Classifica generale Tour de la Province de Liège
1ª tappa Tour de la Province de Namur
3ª tappa Tour de la Province de Namur
Classifica generale Tour de la Province de Namur
Circuit du Hainaut
1ª tappa Tour du Hainaut Occidental
- 1976 (Ebo-Superia, quattro vittorie)

Circuito delle Fiandre Orientali
7ª tappa Vuelta a España (Cartagena > Murcia)
3ª tappa Giro di Sardegna (Cagliari > Oristano)
1ª tappa Étoile des Espoirs
- 1977 (Ebo-Superia, una vittoria)

Stadsprijs Geraardsbergen
- 1978 (Marc, otto vittorie)

Gand-Wevelgem
Stadsprijs Geraardsbergen
1ª tappa Grand Prix Franco-Belge
Classifica generale Grand Prix Franco-Belge
3ª tappa Vuelta a España (Cangas de Onís > Léon)
9ª tappa Vuelta a España (Benicasim > Tortosa)
1ª tappa Tour de Luxembourg
4ª tappa Tour de Luxembourg
- 1979 (Marc, tre vittorie)

Wezembeek-Oppem
1ª tappa Tour de l'Aude
4ª tappa Giro dei Paesi Bassi
- 1980 (La Redoute, tre vittorie)

Stadsprijs Geraardsbergen
Flèche Picarde
1ª tappa Étoile des Espoirs
- 1981 (La Redoute, due vittorie)

Grand Prix de Denain
Omloop der Vlaamse Ardennen - Ichtegem
- 1983 (La Redoute, due vittorie)

Stadsprijs Geraardsbergen
5ª tappa Parigi-Nizza (Miramas > La Seyne-sur-Mer)
- 1984 (La Redoute, cinque vittorie)

Grand Prix de Fourmies
Grosser Preis des Kantons Aargau
Stadsprijs Geraardsbergen
Flèche Picarde
3ª tappa Tour de France (Valenciennes > Béthune)
- 1985 (La Redoute, tre vittorie)

Ronde van Midden-Zeeland
Stadsprijs Geraardsbergen
4ª tappa Étoile des Espoirs
- 1986 (Skala-Skil, due vittorie)

Stadsprijs Geraardsbergen
Prologo Giro del Belgio (Bornem, cronometro)
- 1987 (ADR, due vittorie)

Campionati belgi, Prova in linea
Omloop Groot-Oostende

#### Altri successi
- 1976 (Ebo-Superia)

Kermesse di Mere
Kermesse di Izegem
Kermesse di Esse
Criterium di Vinkt
- 1977 (Ebo-Superia)

Kermesse di Kruishoutem
Kermesse di Woesten
Kermesse di Nederbrakel
Criterium di Geraardsbergen
- 1978 (Marc)

Classifica a punti Vuelta a España
Criterium di Aartrijke
Criterium di Innsbruck
- 1979 (Marc)

Kermesse di Ronse
Criterium di Zingem
- 1980 (La Redoute)

Criterium di Aalst
- 1982 (La Redoute)

Kermesse di Kaprijke
Kermesse di Moerbeke
- 1984 (La Redoute)

Criterium di Amiens
- 1985 (La Redoute)

Derny di Herzele
- 1987 (ADR)

Criterium di Bilzen
Criterium di Ronse

### Pista
- 1974

Campionati belgi, Inseguimento individuale dilettanti
Campionati belgi, Americana dilettanti
- 1975

Campionati belgi, Inseguimento individuale dilettanti
Campionati belgi, Americana dilettanti
- 1976

Campionati belgi, Omnium dilettanti
- 1977

Campionati belgi, Omnium dilettanti
Campionati belgi, Americana
- 1980

Campionati belgi, Omnium
- 1983

Campionati belgi, Omnium

## Piazzamenti

### Grandi Giri
- Tour de France

1980: 53º
1981: 99º
1984: 106º
1985: 119º
- Vuelta a España

1976: 34º
1977: 44º
1978: 6º

### Classiche monumento
- Milano-Sanremo

1976: 27º
1977: 66º
1978: 26º
1979: 95º
1980: 50º
1981: 23º
1983: 23º
- Giro delle Fiandre

1976: 15º
1977: 25º
1978: 16º
1980: 28º
1981: 11º
1983: 22º
1984: 20º
1986: 22º
- Parigi-Roubaix

1978: 5º
1981: 7º
1984: 20º
1985: 10º
1986: 4º
1987: 39º
- Liegi-Bastogne-Liegi

1976: 18º
1978: 17º
- Giro di Lombardia

1980: 13º

### Competizioni mondiali
- Campionati del mondo

Valkenburg 1979 - In linea: 11º
Villaco 1987 - In linea: 23º